# Jean Obeid
Pour les articles homonymes, voir Obeid.
 (février 2021).
Si vous disposez d'ouvrages ou d'articles de référence ou si vous connaissez des sites web de qualité traitant du thème abordé ici, merci de compléter l'article en donnant les références utiles à sa vérifiabilité et en les liant à la section « Notes et références ».
Jean Obeid, né le 8 mai 1939 et mort le 8 février 2021, est un homme politique libanais. Plusieurs fois ministre, il a été élu député de 1992 à 2005 sans interruption. 

## Biographie
Jean Obeid a commencé sa carrière dans le journalisme, où il a occupé des postes de direction dans plusieurs journaux et magazines libanais. À partir du milieu des années 1970, il a décidé de se consacrer à la carrière politique.
Il est chargé par le président Amine Gemayel de négocier avec les Palestiniens en Tunisie, après le retrait de l'OLP du Liban en 1982. Entre 1983 et 1987, il était l'un des principaux conseillers politiques du président Gemayel, chargé des relations avec les pays arabes.
En 1991, il est nommé député maronite du Chouf. En 1992, c'est à Tripoli qu'il se fait élire député, un poste qu'il conservera pour trois mandats consécutifs, jusqu'à 2005.
Il intègre le gouvernement de Rafiq Hariri en 1993 comme ministre d'État sans portefeuille, puis comme ministre de l'Éducation nationale, de la Jeunesse et des Sports entre 1996 et 1998, où il conduit des réformes de l'éducation nationale. Il a aussi modernisé les programmes scolaires et lancé un vaste chantier de développement de l'école publique. Durant son mandat de ministre, la cité sportive, construite dans les années 1950, par le président Chamoun, a rouvert ses portes pour les Jeux asiatiques.
Entre 2003 et 2004, il devient ministre des Affaires étrangères du dernier gouvernement présidé par Rafiq Hariri lors du mandat d'Émile Lahoud.
En 2009, Jean Obeid s'est présenté aux élections législatives à Tripoli en candidat indépendant. Il a recueilli de 33 % des suffrages, score qui ne lui a pas permis d'accéder au Parlement.
Il effectue son retour au parlement en tant que député de Tripoli à la faveur de sa victoire aux élections législatives de 2018.